# CAO moléculaire
La CAO moléculaire permet aussi bien de fournir une définition numérique d'une molécule existante, que d'en concevoir. La visualisation des molécules permet d'en faciliter la compréhension. Ces logiciels permettent de simuler les molécules afin que l'utilisateur puissent les manipuler virtuellement.

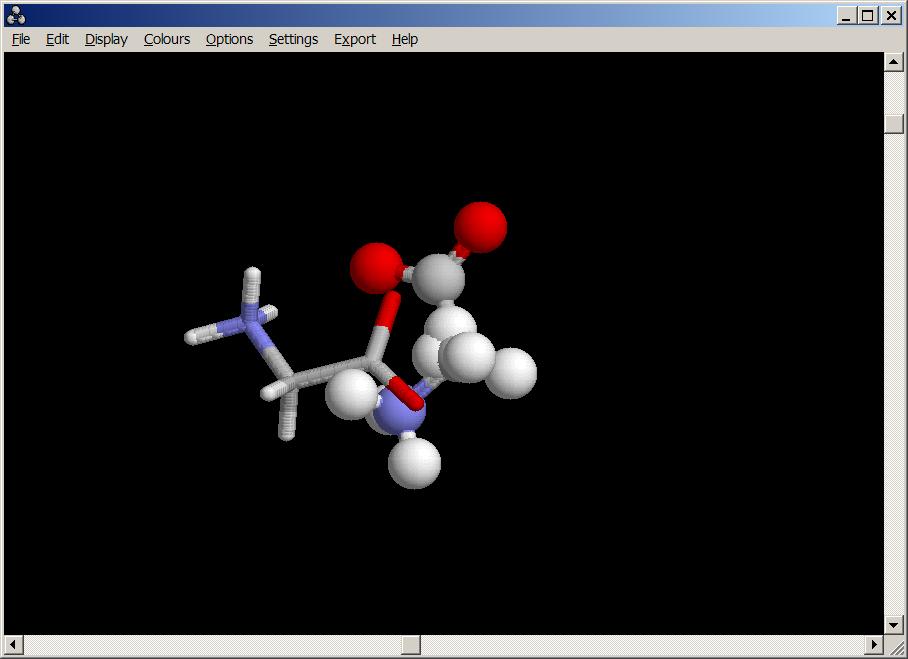
CAO moléculaire avec le logiciel Rasmol. L’une des deux molécules est représentée en bâtons, l’autre en bâtons et sphères, et sur cette image on examine leurs possibilités d’imbrication physique, à la manière des atomes crochus d’autrefois

## Standards
- PDB (Protein Data Bank)
- MDL (Molecular Design Limited)
- MSC (Minnesota Supercomputer Center)
- CIF (Crystallographic Information File)

## Exemple de logiciels
- BKChem
- GChemPaint
- Ghemical
- Jmol
- PyMOL
- RasMol